# ウルトヴァン
ウルトヴァン（仏: Heurtevent）は、フランスのノルマンディー地域圏、カルヴァドス県に属するコミューン。

## 地理
県都カーンから南東に40kmほどいった県南部の丘陵地に位置する。南北に流れるヴィ川に沿い、幹線道路のD579が走る。集落は特になく、田園地帯に家屋が点在する散居村。北でル・メニル＝バクリーと、東でサン＝トゥーアン＝ル＝ウと、南東でラ・ブレヴィエールと、南でラ・シャペル＝オート＝グリュと、南西でトルティザンベールと、西でサン＝ジョルジュ＝アン＝オージュと、北西でモンヴィエットとそれぞれ接する。

## 行政
- 首長 - フィリップ・トゥータン（Philippe Toutain、無所属、2008年3月から） グラフィックアーティスト
- 前首長 - モーリス・リュカ（Maurice Lucas、無所属、1983年から2008年3月まで） 元農夫

## 人口の推移[1]
| 1962年 | 1968年 | 1975年 | 1982年 | 1990年 | 1999年 | 2007年 |
| ------ | ------ | ------ | ------ | ------ | ------ | ------ |
| 209    | 205    | 146    | 158    | 164    | 165    | 156    |